# Jan Repas
Jan Repas (Lubiana, 19 marzo 1997) è un calciatore sloveno, centrocampista del Maribor.